# Galileotoppen
Galileotoppen è una montagna situata sulle isole Svalbard, in Norvegia. Il rilievo misura 1637 metri sul mare. Il nome è dovuto all'astronomo Galileo Galilei.